# Бёрджесс, Рут

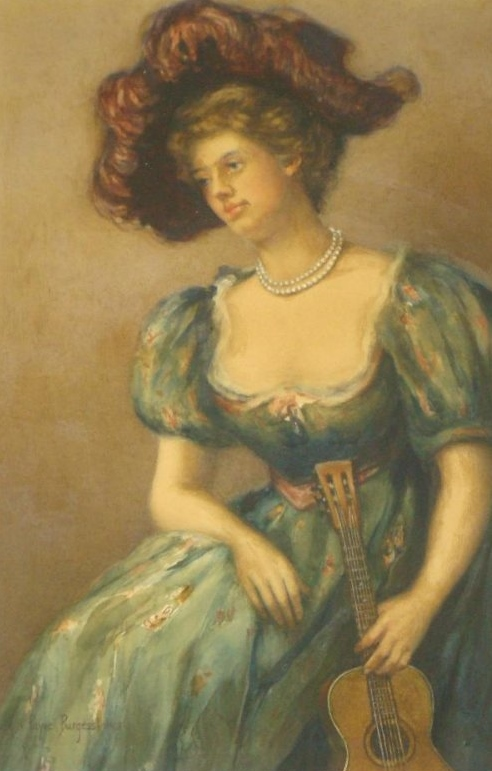
Картина Рут Бёрджесс Young Woman with Violin and Hat

Рут Бёрджесс (англ. Ruth Burgess, полное имя Ruth Payne Burgess; 1865—1934) — американская художница-портретист.

## Биография
Родилась 11 октября 1865 года в Монтпилиере, штат Вермонт, в семье Элиша Джуэтта и его жены Джулии Джуэтт (Julia Kellogg Field Jewett). Её прадедом был видный бизнесмен и политик Элиша Пейн.
Рут посещала школу Stoneleigh-Burnham School в Нортгемптоне, штат Массачусетс. Живописи обучалась в Барнард-колледже, Национальной академии дизайна и Лиге студентов-художников Нью-Йорка у Джорджа де Браша, Кеньона Кокса и Джеймса Беквита. Также некоторое время училась в Европе, работала в Италии и Германии, где написала портрет принца Августа Вильгельма.
Рут Бёрджесс написала много портретов. Её работы демонстрировались на девяти выставках в Национальной академии дизайна с 1897 по 1906 год, а также с 1924 по 1933 год. В 1899 году художница присоединилась к Национальной ассоциации женщин-художников и Женскому художественному клубу Нью-Йорка, где была президентом этой организации с 1905 по 1910 год и способствовала её финансовому росту. Бёрджесс также некоторое время была президентом Лиги студентов-художников Нью-Йорка. Кроме этого, художница являлась членом других организаций, в числе которых Американское общество акварелистов; была покровителем Метрополитен-музея.
Умерла 11 марта 1934 года в Нью-Йорке. Была похоронена на кладбище Green Mount Cemetery родного города.

### Личная жизнь
Через своего друга, художника Томаса Вуда, познакомилась с Джоном Уильямом Бёрджессом, который был основателем факультета политологии Колумбийского университета. Вышла за него замуж 2 сентября 1885 года. Это был второй брак Джона Бёрджесс, который ранее был женат с 1869 года на Августе Тайер Джонс (Augusta Thayer Jones), умершей в 1884 году.
У Рут и её мужа был один ребёнок — Элиша Бёрджесс (Elisha Payne Jewett Burgess).